# Les Goldberg
Les Goldberg  (The Goldbergs) est une série télévisée américaine en 229 épisodes de 22 minutes créée par Adam F. Goldberg et diffusée entre le 24 septembre 2013 et le 3 mai 2023 sur le réseau ABC et au Canada en simultané sur le réseau CTV ou CTV 2.
En France, la série est diffusée depuis le 17 octobre 2015 sur Comédie+, depuis le 8 juillet 2017 sur C8 et depuis le 12 août 2019 sur TFX. Au Québec, depuis le 31 mars 2016 sur le service de vidéo à la demande ICI TOU.TV et en Suisse depuis le 2 décembre 2016 sur RTS Un. En Côte d'Ivoire, elle est diffusée en clair sur RTI 2 à partir du 23 juillet 2019. Néanmoins, elle reste inédite en Belgique.

## Synopsis
La série retrace les événements marquants de la jeunesse d'Adam, maintenant adulte, durant les années 1980, au sein d'une famille hors normes mais aimante.
Adam Goldberg vit dans une famille américaine composé de Beverly sa mère envahissante et dévouée pour ses enfants, de Murray le patriarche nonchalant, de son frère Barry, de sa sœur Erica et de Albert Solomon, le père de Beverly.

## Distribution

### Acteurs principaux
- Wendi McLendon-Covey (VFB : Delphine Moriau) : Beverly Goldberg
- Sean Giambrone (en) (VFB : Tim Belasri [saisons 1 et 2, 5 à 10] et Arthur Dubois [saisons 3 et 4]) : Adam Goldberg (jeune)
- Troy Gentile (VFB : Thibaut Delmotte) : Barry Goldberg
- Hayley Orrantia (VFB : Claire Tefnin) : Erica Goldberg
- Jeff Garlin (VFB : Michel Hinderyckx) : Murray Goldberg (saisons 1 à 9)
- Sam Lerner (VFB : Antoni Lo Presti) : Geoff Schwartz (récurrent saisons 2 à 4, puis principal)
- George Segal (VFB : François Mairet) : Albert « Papi » Solomon (saisons 1 à 8)
- Patton Oswalt (VFB : Philippe Allard) : Adam Goldberg (voix off adulte)

### Acteurs récurrents
- David Koechner : Bill Lewis (depuis la saison 2)
- Matt Bush (VFB : Nicolas Matthys) : Andy Cogan (depuis la saison 2)
- Noah Munck (VFB : Pierre Le Bec) : 'Naked' Rob Smith (depuis la saison 2)
- Shayne Topp : Matt Bradley (depuis la saison 4)
- Sean Marquette : Johnny Atkins (depuis la saison 3)
- Sadie Stanley : Brea Bee (depuis la saison 7)
- Stephen Tobolowsky : Principal Ball (depuis la saison 2)
- Kenny Ridwan (en) (VFB : Alexis Flamant) : Dave Kim (depuis la saison 1)
- Jennifer Irwin (en) : Virginia Kremp (depuis la saison 1)
- Mindy Sterling : Linda Schwartz (depuis la saison 5)
- Alex Jennings : Carla (depuis la saison 3)
- Ken Lerner : Lou Schwartz (depuis la saison 5)
- Amanda Michalka (VFB : Helena Coppejans) : Lainey Lewis (principale saisons 3 et 4, récurrente saisons 1, 2, 5 et 6, invitée depuis saison 7)
- Tim Meadows : M. Glascott (depuis la saison 1)
- Cedric Yarbrough : Vic (depuis la saison 1)
- Dan Bakkedahl : M. Woodburn (depuis la saison 2)
- Bryan Callen (VFB : Franck Dacquin) : Coach Rick Mellor (saisons 1 à 7)
- Judd Hirsch : Ben 'Papi bis' Goldberg (depuis la saison 3)
- Stephanie Katherine Grant (VFB : Nancy Philippot) : Emmy Mirsky (depuis la saison 1)
- Natalie Alyn Lind (VFB : Alayin Dubois) : Dana Caldwell (depuis la saison 1)
- Zayne Emory : JC Spink (depuis la saison 2)
- Beth Triffon : Joanne Schwartz (depuis la saison 8)
- Virginia Gardner : Lexy Bloom (saison 1)
- Bill Goldberg : Coach Nick (depuis la saison 5)
- Jacob Hopkins : Chad Kremp (21 épisodes)
- Rowan Blanchard (VFB : Sophie Frison) : Jackie Geary (saison 4 à 5, 11 épisodes)
- Jackson Odell : Ari Caldwell (7 épisodes)

### Invités
- Anthony Michael Hall : le gardien du parc d'attractions / M. Perott (saison 7, épisode 1 / saison 7 à 9, 5 épisodes)
- Richard Kind : Formica Michael Mikowitz (saison 5 à 9, 8 épisodes)
- Steve Guttenberg : Dr Katman (saison 6 à 8, 6 épisodes)
- Clancy Brown : M. Crosby (saison 5 à 6, 4 épisodes)
- Paul Sorvino : Ben 'Papi bis' Goldberg (saison 2 épisode 9)
- Robert Englund : Freddy Krueger (saison 6 épisode 5)
- Jon Lovitz : Jimmie Moore (saison 6 épisode 11)
- Brent Spiner : Dr Emry (saison 6 épisode 20)
- Christie Brinkley : Aleah Welsh (saison 7 épisode 1)
- Kirstie Alley : Janice Bartlett (saison 7 épisode 3)
- Rhea Perlman : Margot Letien (saison 7 épisode 3)
- George Wendt : Ned Frank (saison 7 épisode 3)
- John Ratzenberger : Digby Yates (saison 7 épisode 3)
- Tim Matheson : Eric (saison 7 épisode 4)
- Barry Bostwick : le professeur Majors (saison 7 épisode 6)
- Hulk Hogan : lui-même (saison 7, épisode 7)
- Melissa Joan Hart : l'hôtesse de l'air (saison 7 épisode 8)
- Lea Thompson : Fran (saison 7, épisode 20 / saison 9, épisode 10)
- John Oates : John (saison 7 épisode 21)
- Leslie Grossman : Jane Bales (saison 7 épisodes 7 et 21)

Version française dirigée par Aurélien Ringelheim au studio Dubbing Brothers (Belgique), d'après une adaptation des dialogues de Rodolph Freytt, Olivier Lips et Chantal Bugalski.

## Fiche technique
- Réalisateurs du pilote : Seth Gordon
- Producteurs exécutifs : Adam F. Goldberg, Doug Robinson et Seth Gordon
- Société de production : Happy Madison Productions et Sony Pictures Television

## Développement

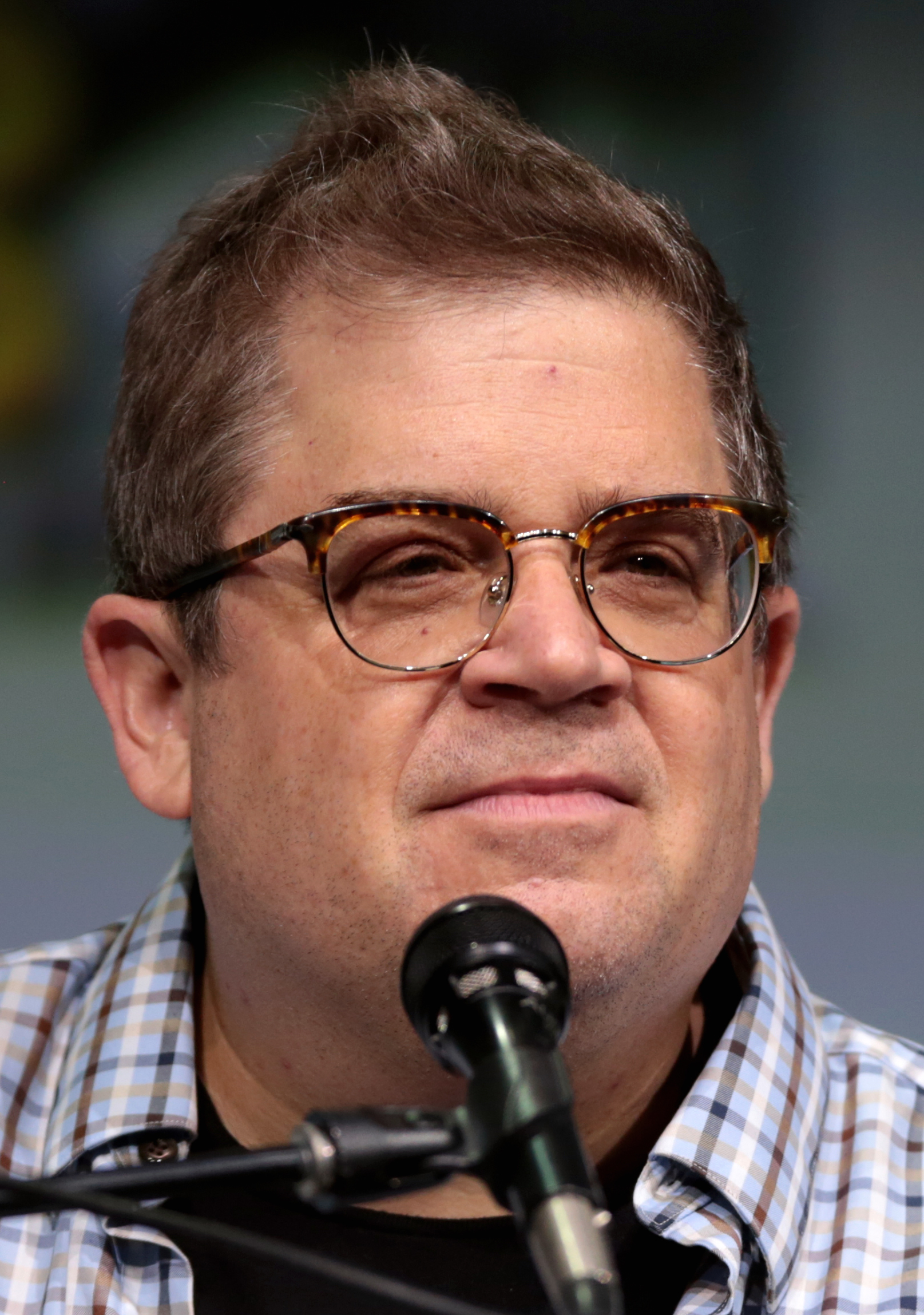
Patton Oswalt assure la voix-off du narrateur.

### Production
Le projet a été développé en août 2011 pour le réseau Fox, mais n'a pas été retenu.
En septembre 2012, le projet a été présenté au réseau ABC sous le titre How the F--- Am I Normal?. ABC a commandé le pilote en décembre 2012 puis commandé la série le 10 mai 2013 sous son titre actuel et lui a attribué quatre jours plus tard la case horaire du mardi à 21 h à l'automne.
Le 16 octobre 2013, ABC commande trois scripts supplémentaires, puis, deux semaines plus tard, commande une saison complète de 22 épisodes.
Le 8 mai 2014, ABC renouvelle la série pour une seconde saison.
Le 7 mai 2015, ABC renouvelle la série pour une troisième saison, de 22 épisodes. Puis mi-novembre 2015, la chaîne commande deux épisodes supplémentaires portant finalement la saison à 24 épisodes.
Le 3 mars 2016, ABC annonce le renouvellement de la série pour une quatrième saison, de 22 épisodes. Puis le 13 décembre 2016, ABC prolonge la saison de deux épisodes supplémentaires portant finalement la saison à 24 épisodes.
Le 11 mai 2017, ABC renouvelle la série pour deux saisons supplémentaires qui mènent les aventures de la famille Goldberg jusqu'en 2019.
Le 11 mai 2019, la série est renouvelée pour une septième saison.
Le 21 mai 2020, la série est renouvelée pour une huitième saison.
Une neuvième saison est commandée le 14 mai 2021.
Malgré les changements à la distribution, une dixième est commandée en avril 2022. Il est confirmé en février 2023, qu'il s'agit de la dernière.

### Attribution des rôles

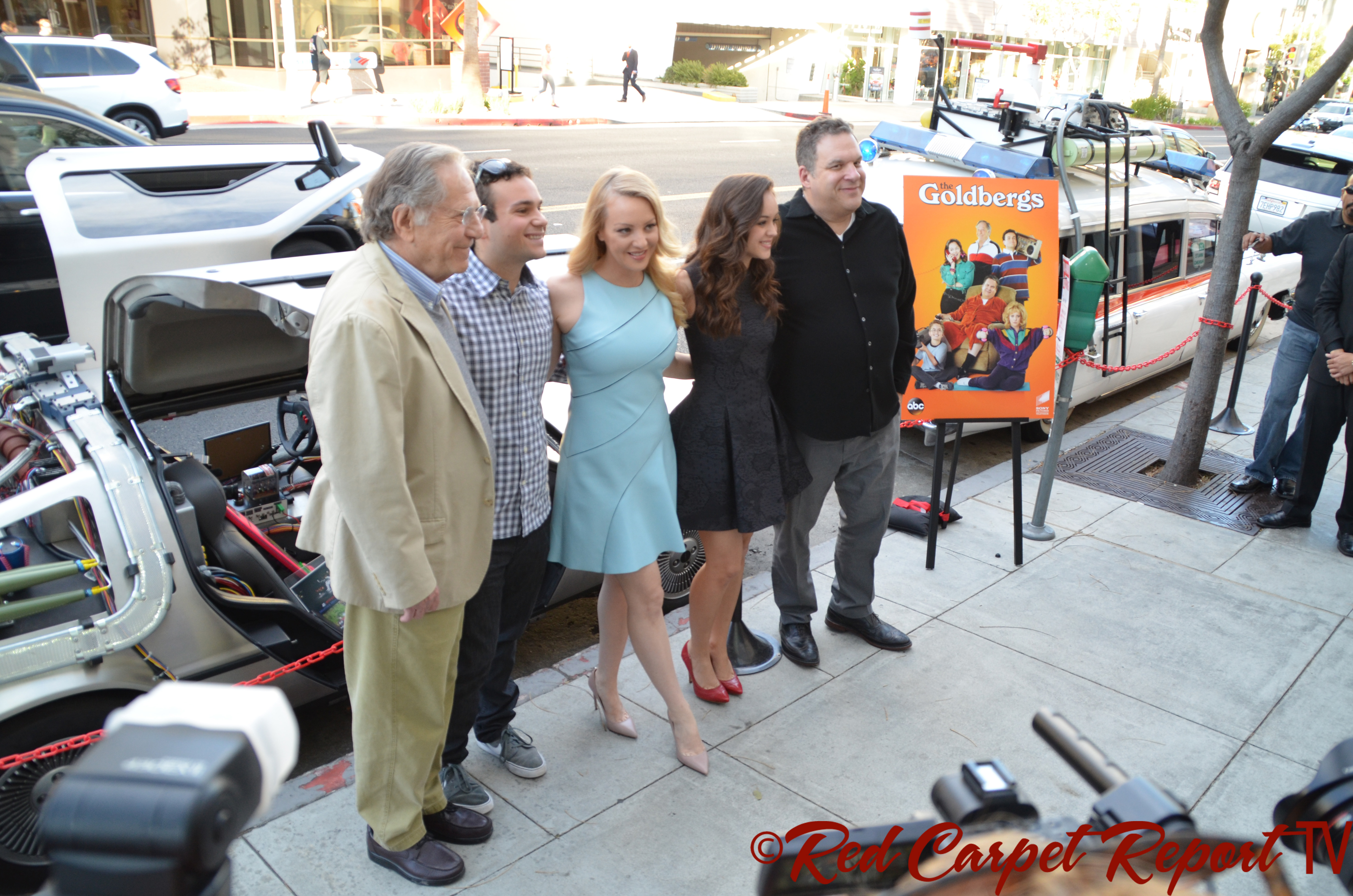
Une partie de l'équipe de la série, à Los Angeles, en avril 2014.

Les rôles ont été attribués dans cet ordre : Wendi McLendon-Covey, Hayley Orrantia et Jeff Garlin, Darien Provost (Adam), George Segal et Troy Gentile. Au mois de mai, le rôle d'Adam a été recasté.
En mai 2015, Amanda Michalka a été promue à la distribution principale pour la troisième saison.
En août 2017, Sam Lerner (Geoff Schwartz) est promu à la distribution principale pour la cinquième saison, alors que le statut d'AJ Michalka est devenu récurrente.
Fin juillet 2020, Bryan Callen qui interprète le rôle récurrent du Coach Mellor, est accusé d'inconduite sexuelle et ne fera plus partie de la série dès la huitième saison. Le 23 mars 2021, George Segal est décédé au cours d'une opération chirurgicale. Le dernier épisode auquel il a participé au tournage est le seizième épisode de la huitième saison.
En décembre 2021, Jeff Garlin quitte subitement la série d'un accord mutuel avec Sony après une investigation des ressources humaines sur le plateau. Un trucage sera utilisé pour ses scènes restantes de la saison. Son personnage est décédé au début de la dixième saison.

## Épisodes
| Saison | Saison | Épisodes | Diffusion original | Diffusion original |
| Saison | Saison | Épisodes | Début de saison    | Fin de saison      |
| ------ | ------ | -------- | ------------------ | ------------------ |
|        | 1      | 23       | 24 septembre 2013  | 13 mai 2014        |
|        | 2      | 24       | 24 septembre 2014  | 13 mai 2015        |
|        | 3      | 24       | 23 septembre 2015  | 18 mai 2016        |
|        | 4      | 24       | 21 septembre 2016  | 17 mai 2017        |
|        | 5      | 22       | 27 septembre 2017  | 16 mai 2018        |
|        | 6      | 23       | 26 septembre 2018  | 8 mai 2019         |
|        | 7      | 23       | 25 septembre 2019  | 13 mai 2020        |

### Première saison (2013-2014)
1. Le Cercle de la conduite (Circle of Driving)
2. La Journée père-fille (Daddy Daughter Day)
3. Mini-Murray (Mini Murray)
4. Pourquoi tu te fous des baffes ? (Why're You Hitting Yourself?)
5. La Bague (The Ring)
6. En cas d'ennuis, on appelle qui ? (Who Are You Going to Telephone?)
7. Appelle-moi quand t'es arrivé (Call Me When You Get There)
8. Les Kremp (The Kremps)
9. Le Boulet (Stop Arguing and Start Thanking)
10. Shopping (Shopping)
11. Karaté (Kara-te)
12. Un associe encombrant (You're Under Foot)
13. L'Autre mère abusive (The Other Smother)
14. Tu as ouvert la porte (You Opened the Door)
15. Musclor Mirsky (Muscles Mirsky)
16. Le Film de sa vie (Goldbergs Never Say Die!)
17. Hockey contre science-fiction (For Your Own Good)
18. Pour ton bien (Lame Gretzky)
19. Les Tractions du président (The President's Fitness Test)
20. Interdit aux parents (You're Not Invited)
21. L'Âge des ténèbres (The Age of Darkness)
22. Un lutteur nommé Goldberg (A Westler Called Goldberg)
23. Le Roi de la fête (Sweater Party!!!)

### Deuxième saison (2014-2015)
Elle a été diffusée du 24 septembre 2014 au 13 mai 2015.
1. L'Amour est une compil' (Love Is a Mixtape)
2. La Comédie musicale (Mama Drama)
3. Sacrée famille (The Facts of Life)
4. Jouons-nous ensemble ? (Shall We Play a Game?)
5. La Famille prend soin de Beverly (Family Takes Care of Beverly)
6. La Guerre des jeux (Big Baby Ball)
7. Un Thanksgiving signé Goldberg (A Goldberg Thanksgiving)
8. Le Plâtre de la discorde (I Rode a Hoverboard)
9. Le Plus beau jeune homme du monde (The Most Handsome Boy on the Planet)
10. Danny Donnie Joe Jon Jordan (DannyDonnieJoeyJonJordan!)
11. Le Bal Darryl Dawkins (The Darryl Dawkins Dance)
12. Le Pays des cowboys (Cowboy Country)
13. Le Van de la liberté (Van People)
14. La Folle journée de Barry Goldberg (Barry Goldberg's Day Off)
15. Maman heureuse, vie heureuse (Happy Mom, Happy Life)
16. L'Épreuve de l'urinoir (The Lost Boy)
17. La Guerre froide (The Adam Bomb)
18. J'ai bu la moisissure ! (I Drank the Mold!)
19. Cours de rattrapage (La Biblioteca Es Libros)
20. Il suffit de dire non (Just Say No)
21. Guerre épées (As You Wish)
22. Dance party USA (Dance Party USA)
23. Bill Murray (Bill/Murray)
24. La Bombe A (Goldbergs Feel Hard)

### Troisième saison (2015-2016)
Elle a été diffusée du 23 septembre 2015 au 18 mai 2016 sur ABC, aux États-Unis.
1. Une soirée «risky business» de folie ! (A Kick-Ass Risky Business Party)
2. SOS rencards (A Chorus Lie)
3. Jimmy 5 est vivant ! (Jimmy 5 is Alive)
4. Sabotage ! (I Caddyshacked the Pool)
5. Boy Barry (Boy Barry)
6. Les deux font la paire (Couples Costume)
7. Lucky (Lucky)
8. Et le mot de la fin : joyeux thanksgiving ! (In Conclusion, Thanksgiving)
9. Maman d'armes (Wingmom)
10. Super-hanoucca ! (A Christmas Story)
11. Les Tasty Boys (The Tasty Boys)
12. La Main de Baio (Baio and Switch)
13. Double défi (Double Dare)
14. Lainey aime Lionel (Lainey Loves Lionel)
15. Premier chagrin d'amour (Weird Al)
16. «Eddie l'aigle» Edwards (Edward 'Eddie the Eagle' Edwards)
17. La «Dirty Dancing» attitude (The Dirty Dancing Dance)
18. Musique à volonté ! (12 Tapes for a Penny)
19. La magie existe vraiment (Magic is Real)
20. Donjons et dragons (Dungeons and Dragons, Anyone?)
21. Rush (Rush)
22. Des câlins à la pelle (Smother's Day)
23. Big orange (Big Orange)
24. La Capsule temporelle (Have a Summer)

### Quatrième saison (2016-2017)
Elle a été diffusée du 21 septembre 2016 au 17 mai 2017 sur ABC, aux États-Unis.
1. Breakfast Club (Breakfast Club)
2. L'Amour en VHS (I Heart Video Dating)
3. George Verdo (George! George Glass)
4. Annonces de dingues (Crazy Calls)
5. Stefan King (Stevie King)
6. Recettes pour un mort II (Recipe for Death II: Kiss The Cook)
7. Nom d'un KITT (Ho-ly K.I.T.T.)
8. La Comédie musicale du siècle (The Greatest Musical Ever Written)
9. Les Globetrotters (Globetrotters)
10. Le Solo d'Hanouka (Han Ukkah Solo)
11. Ô Capitaine ! Mon capitaine ! (O Captain! My Captain!)
12. Jour de neige (Snow Day)
13. Agassi (Agassi)
14. Entrée dans la vie active (The Spencer's Gift)
15. Graine de star (So Swayze It’s Crazy)
16. Goldberg puissance deux (The Kara-te Kid)
17. Un nouveau membre (Deadheads)
18. Baré (Baré)
19. Une soirée inoubliable (A Night to Remember)
20. Batman versus Betman (The Dynamic Duo)
21. Le Système de Fonzie (Fonzie Scheme)
22. Le Jour d'après le jour d'après (The Day After the Day After)
23. Maître Jedi Adam Skywalker (Best Handsome)
24. La Remise des diplômes (Graduation Day)

### Cinquième saison (2017-2018)
Elle a été diffusée du 27 septembre 2017 au 16 mai 2018.
1. Une créature de rêve (Weird Science)
2. Papy, mon héros (Hogan Is My Grandfather)
3. Frère contre frère (Goldberg on The Goldbergs)
4. La Revanche des Goldberg (Revenge O' the Nerds)
5. Jackie aime Star Trek (Jackie Likes Star Trek)
6. Maman ou pote ? (Girl Talk)
7. Un thanksgiving à la Wall Street (A Wall Street Thanksgiving)
8. Le Retour du cercle de la conduite (The Circle of Driving Again)
9. Les parents comprennent pas (Parents Just Don't Understand)
10. On n'a pas allumé le feu (We Didn't Start the Fire)
11. Les Croquantes (The Goldberg Girls)
12. Un dîner avec les Goldberg (Dinner with the Goldbergs)
13. L'Atelier menuiserie (The Hooters)
14. Coup à la Barry (Hail Barry)
15. Adam Spielberg (Adam Spielberg)
16. La Règle du chouchou (The Scrunchie Rule)
17. Guerre de territoire (Colors)
18. Une semaine de folie (MTV Spring Break)
19. La Flash-danseuse flashy (Flashy Little Flashdancer)
20. L'Opportunité d'une vie (The Opportunity of a Lifetime)
21. La Folle Histoire de l'espace (Spaceballs)
22. Un festival de blagues (Let's Val Kilmer This Car)

### Sixième saison (2018-2019)
Elle a été diffusée du 26 septembre 2018 au 8 mai 2019.
1. Seize bougies pour Adam (Sixteen Candles)
2. À la zuko (You Got Zuko'd)
3. La Folie karaoké (RAD!)
4. Hershey Park (Hershey Park)
5. Le Démon des rêves (Mister Knifey-Hands)
6. Un violon sur le toit (Fiddler)
7. Bohemian Rap City (Bohemian Rap City)
8. Le Salon : une histoire vraie à 100% (The Living Room: A 100% True Story)
9. La Fête loufoque (Bachelor Party)
10. Yippee Ki Yay, producteur de melon (Yippee Ki Yay Melon Farmer)
11. Le Chanteur (The Wedding Singer)
12. La Pina Colada (The Pina Colada Episode)
13. J'aurais pu être avocate (I Coulda Been a Lawyer)
14. Les Indiens Bis (Major League'd)
15. Mon Valentin (My Valentine Boy)
16. Il ne peut y avoir qu'un Highlander Club (There Can Be Only One Highlander Club)
17. Notre Balki (Our Perfect Strangers)
18. Le Livre de cuisine de Beverly Goldberg (The Beverly Goldberg Cookbook)
19. Super Goldberg (Eight-bit Goldbergs)
20. Rock N Roll (This is This is Spinal Tap)
21. Jeux télévisés (I Lost on Jeopardy)
22. Maman vs Pillow (Mom Trumps Willow)
23. Breakdance (Breakin')

### Septième saison (2019-2020)
Elle est diffusée depuis le 25 septembre 2019.
1. Les Vacances des Goldbergs (Vacation)
2. Le Retour de Dana (Dana's Back)
3. La Bouffe de Geoff (Food in a Geoffy)
4. American College (Animal House)
5. Le Jeudi des parents (Parents Thursday)
6. Le Fantôme des Goldbergs, une histoire 100 % vraie (A 100% True Ghost Story)
7. Combat de catch (WrestleMania)
8. Thanks Gavant (Angst-Giving)
9. Le Livre de cuisine de Beverly Goldberg tome 2 (The Beverly Goldberg Cookbook: Part 2)
10. La vie est belle (It's a Wonderful Life)
11. Pickleball (Pickleball)
12. Soirée jeux (Game Night)
13. Geoff la bonne pâte (Geoff the Pleaser)
14. Opération Preventa (Preventa Mode)
15. La Fête chez Dave Kim (Dave Kim's Party)
16. Échange de corps (Body Swap)
17. Une histoire de poisson (A Fish Story)
18. La Grande Aventure de Choupinet (Schmoopie's Big Adventure)
19. L'Heure de l'île (Island Time)
20. Le Retour du roi du Formica (The Return of the Formica King)
21. Le Duo fiasco (Oates & Oates)
22. Une mère crampon (The Fake-Up)
23. Dans l'ombre de la reine (Pretty in Pink)

### Huitième saison (2020-2021)
Elle est diffusée depuis le 21 octobre 2020.
1. Vol plané (Airplane!)
2. En toute amitié (The Prettiest Boy in School)
3. Tout est sous contrôle (It's All About Comptrol)
4. Le Mariage de Bill (Bill's Wedding)
5. Divorce (Dee-Vorced)
6. Eracisme (Eracism)
7. La Famille parfaite (Hanukkah on the Seas)
8. La Soirée meurtre et mystère de Beverly (Bevy's Big Murder Mystery Party)
9. Élixir de jouvence (Cocoon)
10. La Casquette de Geoff (Geoff's New Hat)
11. La Gardienne des valeurs (Quaker Warden)
12. Les Lasagnes que tu mérites (The Lasagna You Deserve)
13. Mister cuirassé (Mr Ships Ahoy)
14. Triangle amoureux (Love Triangle)
15. Motivation maximale (Bever-lé)
16. Une pause s'impose (Couple Off)
17. Incroyable talent(Who's Afraid of Brea Bee?)
18. Opération séduction (The Dating Game)
19. Nos parents, ces héros (Daddy Daughter Day 2)
20. La Soirée poker (Poker Night)
21. Un pacte d'amitié (Alligator Schwartz)
22. La Demande en mariage (The Proposal)

### Neuvième saison (2021-2022)
Elle est diffusée depuis le 22 septembre 2021.
1. The Goldbergs' Excellent Adventure
2. Horse Play
3. Riptide Waters
4. The William Penn Years
5. An Itch Like No Other
6. The Hunt for the Great Albino Pumpkin
7. The Kissy Rose Thing
8. A Light Thanksgiving Nosh
9. Tennis People (FKA I Got In/Tennis Club)
10. You Only Die Once, or Twice, but Never Three Times
11. Hip Shaking and Booty-Quaking
12. The Kissing Bandits
13. A Peck of Familial Love
14. The Steve Weekend
15. The Wedding
16. The Downtown Boys
17. The Strangest Affair of All Time
18. School-ercise
19. Grand Theft Scooter
20. Sunday Chow-Fun Day
21. One Exquisite Evening With Madonna
22. Adam Graduates!

### Dixième saison (2022-2023)
Cette dixième saison, qui sera la dernière, est diffusée depuis le 21 septembre 2022.
1. If You Build It
2. That's a Schwartz Man
3. Jenkintown After Dark
4. Man of the House
5. Uncle-ing
6. DKNY
7. Rhinestones and Roses
8. Another Turkey in the Trot
9. Million Dollar Reward
10. Worst Grinch Ever
11. Blade Runner: The Musical
12. Amadoofus
13. Moms Need Other Moms
14. Two-Timing Goldbergs
15. The Crush
16. The Better Annie
17. A Flyer's Path to Victory
18. Love Shack
19. Flowers for Barry
20. Uptown Boy
21. Push It
22. Bev to the Future

## Audiences

### Aux États-Unis
Le mardi 24 septembre 2013, ABC diffuse l'épisode pilote qui s'effectue devant 8,94 millions de téléspectateurs avec un taux de 3,1 % sur les 18/49 ans, soit un lancement satisfaisant. Puis, la série oscille autour des 5 millions de fidèles pour réunir en moyenne 5,1 millions de téléspectateurs durant sa première saison.
Ensuite lors de son retour pour sa deuxième saison, le mercredi 24 septembre 2014, la série revient devant 7,31 millions de téléspectateurs avec un taux de 2,4 % sur la cible fétiche des annonceurs. Puis les audiences se stabilisent autour des 7 millions de fidèles, avec un pic à 7,86 millions de téléspectateurs, soit la meilleure audience de la saison. La saison réunit en moyenne 7,10 millions de fidèles, soit une hausse de 2 millions de téléspectateurs.
Le mercredi 23 septembre 2015, la série revient pour une troisième saison en effectuant un retour supérieur à la saison précédente avec 7,62 millions de présent avec un taux stable de 2,4 % sur les 18/49 ans. Au cours de la saison la série réunit entre 6 et 7 millions de téléspectateurs. En moyenne la troisième saison a rassemblé 6,60 millions de fidèles, soit un retrait de 500 000 téléspectateurs, sur un an.
| Saison | Nombre d'épisodes | Jour et heure de diffusion | Diffusion originale sur ABC | Diffusion originale sur ABC | Année     | Audience moyenne (en millions) | Audience moyenne (en millions) | Audience moyenne (en millions) |
| Saison | Nombre d'épisodes | Jour et heure de diffusion | Début de saison             | Fin de saison               | Année     | Première                       | Finale                         | Moyenne                        |
| ------ | ----------------- | -------------------------- | --------------------------- | --------------------------- | --------- | ------------------------------ | ------------------------------ | ------------------------------ |
| 1      | 23                | Mardi 21 h 30              | 24 septembre 2013           | 13 mai 2014                 | 2013-2014 | 8.94                           | 4.26                           | 5.10                           |
| 2      | 24                | Mercredi 20 h 30           | 24 septembre 2014           | 13 mai                      | 2014-2015 | 7.31                           | 6.70                           | 7.10                           |
| 3      | 24                | Mercredi 20 h 30           | 23 septembre 2015           | 18 mai 2016                 | 2015-2016 | 7.62                           | 6.39                           | 6.60                           |
| 4      | 24                | Mercredi 20 h              | 21 septembre 2016           | 17 mai 2017                 | 2016-2017 | 6.90                           | 5.27                           | 6.10                           |
| 5      | 22                | Mercredi 20 h              | 27 septembre 2017           | 16 mai 2018                 | 2017-2018 | 6.20                           | 5.09                           | 5.60                           |
| 6      | 23                | Mercredi 20 h              | 26 septembre 2018           | 8 mai 2019                  | 2017-2018 | 5.15                           | 4.65                           |                                |

## Commentaires
La série fait de nombreuses références aux années 1980, mais ne respecte pas la chronologie. Par exemple dans le même épisode, Adam veut aller voir un nouveau film sorti en 1982 en grande première au cinéma, en portant un t-shirt d'un film sorti en 1986, et le générique d'ouverture d'une série télévisée sortie en 1988 est vu brièvement à la télévision du salon.
Malgré la différence d'âge entre Erica, Barry et Adam, ils fréquentent tous la même école secondaire durant les cinq premières saisons, après quoi Erica reçoit son diplôme à la fin de celle-ci.
La série dérivée, Schooled, repose sur le même principe dans les années 1990, par exemple un buzz sur une chanson récente sortie en 1992 et l'épisode suivant, une chanson sortie en 1998.

## Série dérivée
En novembre 2016, le réseau ABC annonce développer une série dérivée des Goldberg, qui se déroulerait dans les années 1990, centrée sur le personnage du professeur Rick Mellor interprété par Bryan Callen. Le 2 février 2017, ABC commande un épisode pilote.
Le 16 mars 2017, il est confirmé que Nia Long, rejoigne le spin off dans le rôle de Lucy Winston.
Le 17 mai 2017, ABC décide lors des Upfronts de ne pas commander le spinoff.
En janvier 2018, ABC annonce la diffusion du pilote, dans le cadre d'un épisode spécial intitulé The Goldbergs: 1990-Something.
Le 16 avril 2018, ABC annonce officiellement commander le spin off avec une première commande de treize épisodes,. Un mois plus tard lors des Upfronts, ABC dévoile que la série portera le titre Schooled. Elle est diffusée depuis le 9 janvier 2019. Elle est annulée en mai 2020 après sa deuxième saison.